# The Fantastic Mrs. 10
The Fantastic Mrs. 10 ist das fünfte Album von Tim Berne’s Snakeoil. Die am 29. Mai 2019 in den Clubhouse Recording Studios in Rhinebeck, New York State entstandenen Aufnahmen erschienen am 14. Februar 2020 auf Intakt Records.

## Hintergrund
Nach vier Alben bei Manfred Eichers ECM Records, die zwischen 2012 und 2017 veröffentlicht wurden, zuletzt Incidentals, wechselte Berne mit seinem Bandprojekt Snakeoil zu Intakt Records. Tim Berne nahm 2019 zum ersten Mal für Intakt Records auf, als er Saxophonist in Michael Formaneks Album Very Practical Trio (mit Mary Halvorson) war.
Als Neuzugang bei Snakeoil kam der Gitarrist Marc Ducret für Ryan Ferreira zu Bernes Besetzung, bestehend aus dem Pianisten Matt Mitchell, dem Klarinettisten Oscar Noriega und dem Schlagzeuger Ches Smith.
Marc Ducret hatte zuvor Gitarre seit den frühen 1990er-Jahren in verschiedenen Projekte Tim Bernes gespielt, wie in den Ensembles Caos Totale, Big Satan und Bloodcount.
In Jim Macnies Liner Notes zu dem Album gab Berne  einige Einblicke in seiner Arbeitsweise: „Jeder Teil sollte eine Melodie sein. Die Basslinien; Was manche Leute denken, ist ein harmonischer Teil. Es ist kompliziert, ein Rätsel. Und dann dreht sich natürlich alles um die Dynamik, die in meiner Welt Swing ist. Auch wenn nichts swingt.“

## Titelliste

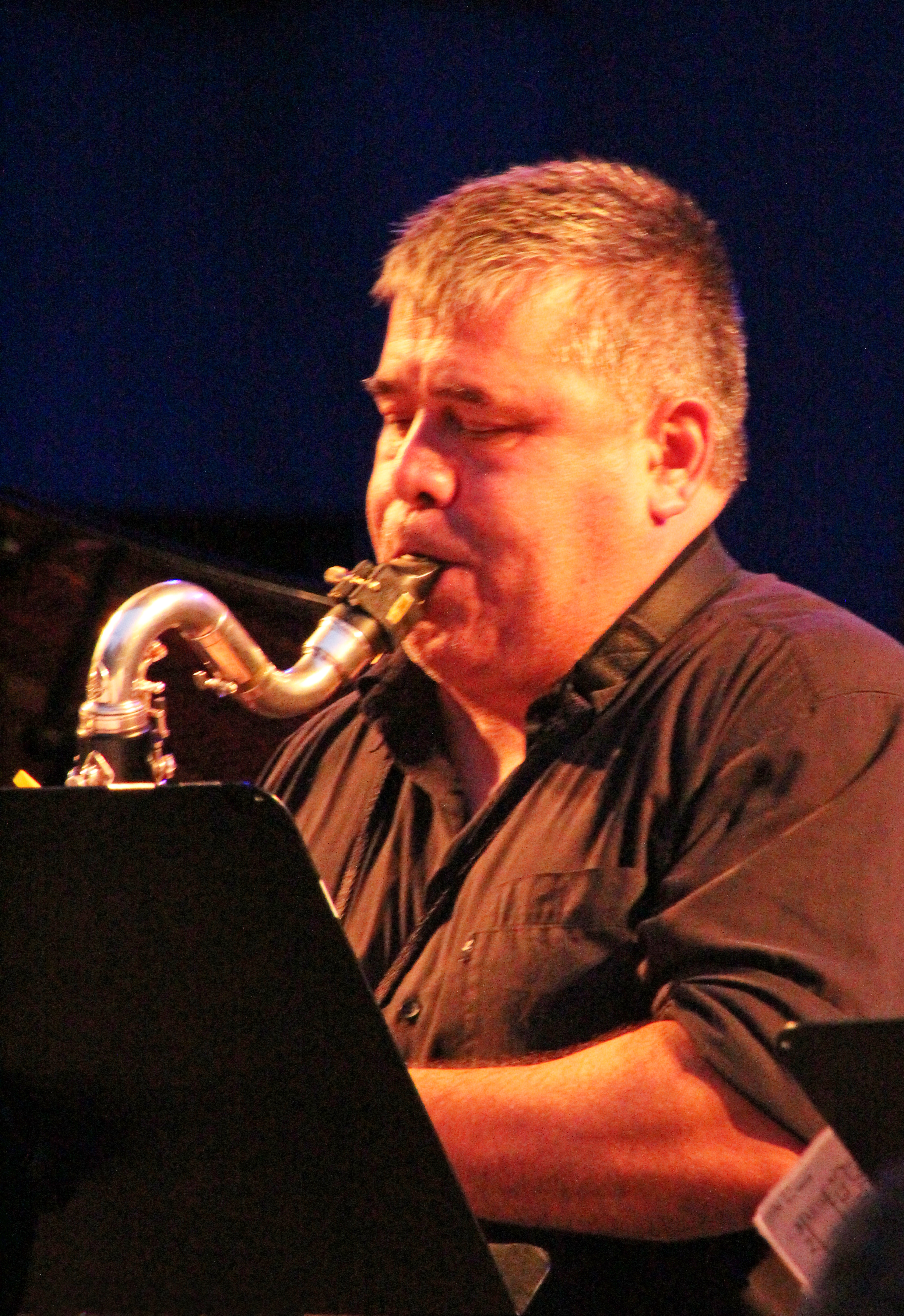
Oscar Noriega bei einem Auftritt im Frankfurter Palmengarten 2016

- Tim Berne's Snakeoil: The Fantastic Mrs. 10 (Intakt Records Intakt CD 340)[3]

1. The Fantastic Mrs. 10  12:41
2. Surface Noise  11:35
3. Rolo  13:27
4. Dear Friend (Julius Hemphill) 3:24
5. The Amazing Mr. 7  8:56
6. Third Option  14:33
7. Rose Colored Assive  2:39

Sofern nicht anders angegeben, stammen alle Kompositionen von Tim Berne.

## Rezeption
Nach Ansicht von Mike Jurkovic (All About Jazz) zählt The Fantastic Mrs. 10 zu den besten Jazzalben des Jahres. Nach Ansicht von Mark Corroto, der das Album ebenfalls in All About Jazz rezensierte, bestätige The Fantastic Mrs. 10, dass dieses Ensemble der anderen großartigen Band des Saxophonisten namens Bloodcount (mit Chris Speed, Jim Black, Michael Formanek und Marc Ducret) ebenbürtig ist. Wie auch bei Bloodcount sei es schwer vorstellbar, dass andere Musiker diese Musik spielen. Bernes unverwechselbare Kompositionen seien gleichzeitig ketzerisch frei und strukturell reglementiert. Seine Logik, die sich aus seinen frühen Jahren als Zweitbesetzung bei Julius Hemphill ergibt, sei ausgearbeitet und doch unkompliziert.

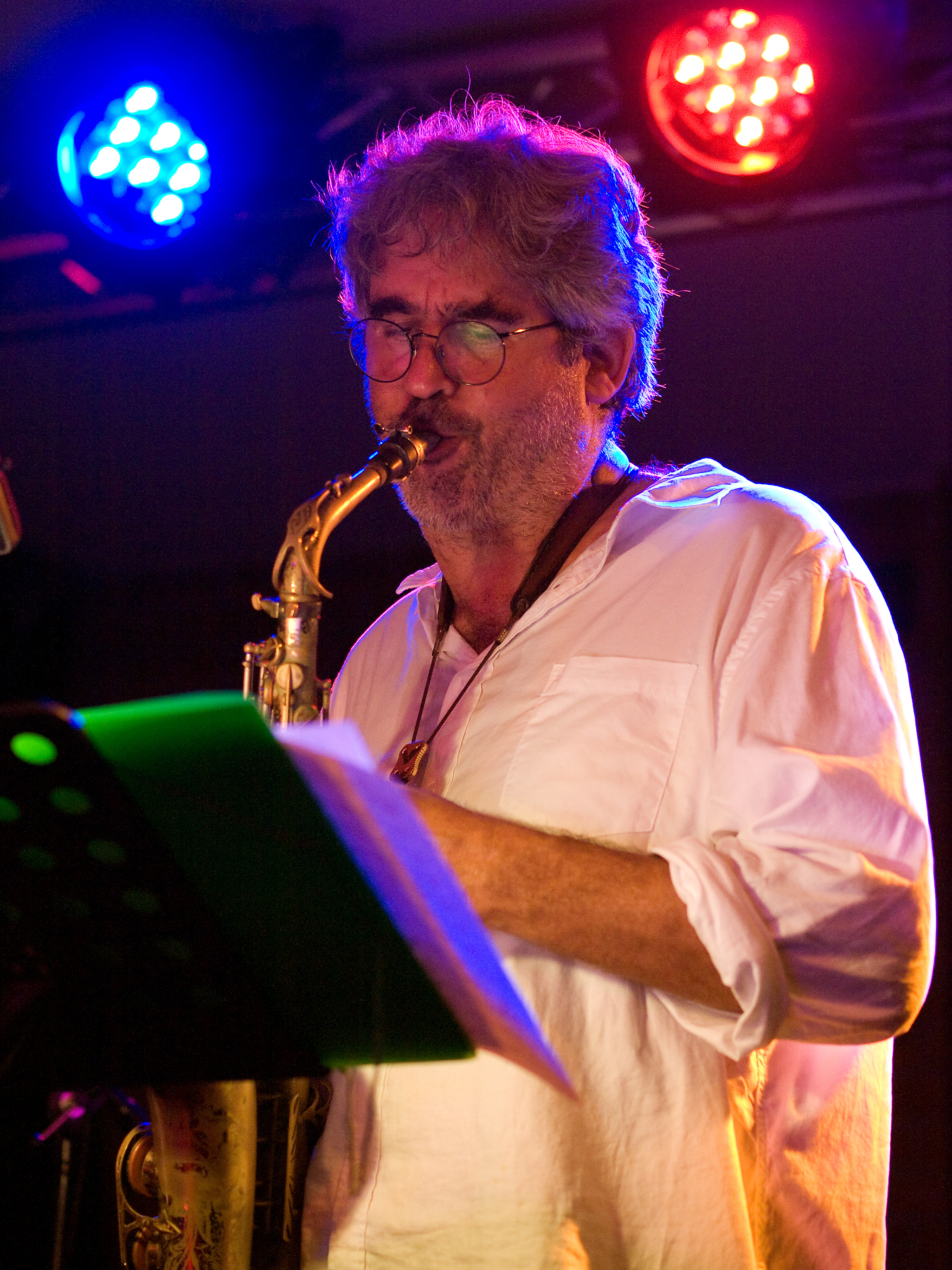
Tim Berne bei einem Auftritt in der Münchner Unterfahrt 2010

Wolf Kampmann schrieb in Jazz thing, so gut gelaunt wie im Opener der fünften Ausgabe seiner Band Snakeoil habe man Tim Berne lange nicht mehr gehört. Wo er sonst zu großen dramatischen Bögen neige – auch auf „The Fantastic Mrs. 10“ überwiegen die großformatigen Stücke – sei doch der Grundton des Albums wesentlich heiterer, als man das von Berne kenne. Das solle nun keineswegs heißen, dass es dem Album an Tiefgründigkeit fehlen würde. Im Gegenteil, aus dem Kontrast und oftmals raschen Wechsel der Timbres ergebe sich eine außerordentliche Tiefenschärfe. Einmal mehr verblüffe Berne damit, welch große Variabilität man in der vehementen Verteidigung seines Markenkerns an den Tag legen kann.
S. Victor Aaron (Something Else!) meinte, er habe bereits Snakeoil-Rezensionen geschrieben, und obwohl die Auswirkungen dieser Platten direkt und intellektuell seien, wäre es oft ziemlich schwierig, die Musik zu erklären, da Tim Bernes Ansatz einen Code enthalte, der nur von ihm und seiner Band vollständig verstanden werde. „Selbst dann wissen sie es normalerweise erst, wenn sie an diesem Punkt ankommen. Die beste Beschreibung, die ich von Bernes Musik gelesen habe, stammt von Mitchell, der bemerkte: ‚Tims (Entwürfe) bieten einen Kontext für Wahnsinn.‘ Berne selbst sieht seine Musik nicht als kompliziert an, lässt aber zu, dass sie ‚komplex‘ ist.“
Mike Joyce schrieb in JazzTimes,  der wagemutige Gitarrist Marc Ducret klinge perfekt auf das abgestimmt, was Berne und seine Bandkollegen in einer Reihe herausfordernder, oft eruptiver Umgebungen zu erreichen versuchen. Der Keyboarder Matt Mitchell, der Reedman Oscar Noriega und der Schlagzeuger/Perkussionist Ches Smith seien zwar alte Hasen, wenn es um die Zusammenarbeit mit Berne gehe, aber sie reagierten schnell, egal ob in dynamischen Rollen oder mit atmosphärischen Akzenten und spielerischen Frotzeleien. Zu den Freuden gehöre, nicht überraschend, eine Interpretation von „Dear Friend“, komponiert von Julius Hemphill, Bernes Leitlicht. Von Smith auf dem Glockenspiel beleuchtet, sei es ein schönes, weiträumiges, gefühlvolles Zwischenspiel.
Thom Jurek verlieh dem Album in Allmusic vier Sterne und schrieb, der Produzent und Toningenieur David Torn leiste hier hervorragende Arbeit, um die Komplexität von Berne’s Snakeoils ausgewogenem Drahtseil zwischen formaler Komposition und freiem Spiel zu beleuchten. Der Sound von The Fantastic Mrs. 10 sei nicht so makellos wie bei ihren ECM-Aufnahmen, aber dennoch  vorzuziehen. Dieses Set würde vor verwurzelter Körperlichkeit knistern, lobt der Autor. „Die manchmal explosive Interaktion findet in einer engen Umgebung statt (wie ein fokussiertes Gespräch). Snakeoils Musik bleibt hart, durchlässig, höllisch eigenwillig und lebendig mit der Möglichkeit des nächsten Augenblicks.“
Philip Freeman schrieb im Down Beat, Tim Berne habe eine sehr identifizierbare musikalische Sprache, seine Melodien hier lang und mäanderförmig wie immer. Und diese Version von Snakeoil schwanke wie seine anderen Truppen zwischen beißenden, Free-Bop- und Klanglandschaften ähnlichen Balladen, die sich im Laufe der Zeit aufzulösen scheinen. Das Titelstück sei fast eine Suite, die sich durch definierbare Phasen bewege. Selbst in ihrer uneingeschränktesten Form habe diese Musik Leitprinzipien, die sie niemals aufgebe, resümiert Freeman.